# 灯ともし頃 MAKI VII
『灯ともし頃 MAKI VII』（ひともしごろ・マキ・セブン）は、1976年3月5日に発表された浅川マキの4枚目（通算7枚目）のオリジナルアルバムである。
1993年3月3日、“ 音蔵シリーズ ” と称するアルバム作品群のCD化により単独でCD発売（規格品番：TOCT-6933）。
2011年1月19日、紙ジャケット仕様でリ・マスタリングの上、再発（規格品番：TOCT-27047）。
本作収録音源は他に『DARKNESS I』（1995年）と『DARKNESS III』（1997年）、『DARKNESS IV』（2007年）、『Long Good-bye』（2010年）でも聴くことができる。

## 解説
西荻窪アケタの店にて収録された、ある意味スタジオ・アルバム。
初CD化に際してのキャッチコピーは「浅川マキのブルースは “くやしさ” や “さみしさ” を懐かしい大切なものであったかのように解放してくれる。」
“ 音蔵シリーズ ” 及び紙ジャケ盤での再発CDに納められた歌詩カードは、オリジナルレコード（LP盤）の歌詩カードを復刻したもの。
浅川マキ本人による直筆の歌詩が印刷されている。

## 収録曲

### Side A
1. 夕凪のとき
  - 作詩[2]・作曲：浅川マキ

1976年3月5日シングル・カット（7インチシングル盤規格品番：ETP-20237）
2. あなたなしで　Trying to live my life with-out you
  - 日本語詩：浅川マキ／作詩・作曲：EUGENE WILLIAMS

「暴走マイライフ」「愛なき世界で」という日本語タイトルも存在する[3]。
3. それはスポットライトではない　It's not the spotlight
  - 日本語詩：浅川マキ／作詩・作曲：JOSEPH GOLDBERG BARRY

JASRACデータベース上では作詩・作曲：GERALD GOFFIN & JOSEPH GOLDBERG BARRY と登録[3]。
1976年3月5日 シングル・カット（7インチシングル盤規格品番：ETP-20237）B面
4. 夜
  - 作詩・作曲：浅川マキ

### Side B
1. Just Another Honky
  - 日本語詩：浅川マキ／作詩・作曲：LANE RONALD
2. 思いがけない夜に
  - 作詩・作曲：浅川マキ
3. センチメンタル・ジャーニー　 Sentimental Journey
  - 日本語詩：浅川マキ／作詩・作曲：BUD GREEN - LES BROWN - BEN HOMER

JASRACデータベース上では、作詩・作曲：LES BROWN - BENJAMIN HOMER - BUD GREEN と登録[3]。
4. 何処へ行くの
  - 作詩・作曲：浅川マキ

## 演奏者
- 浅川マキ - Vocals
- 近藤等則
- 坂本龍一
- 白井幹夫
- 角田順
- つのだひろ
- 萩原信義
- 向井滋春
- 吉田建
- 吉野金次 - Recording Engineer & Mixer